# Параболічний циліндр

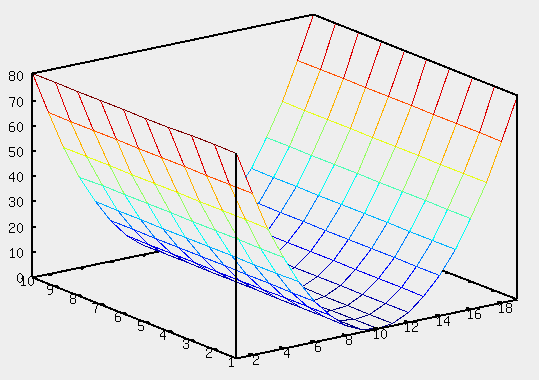
Параболічний циліндр.

Параболічний циліндр — циліндрична поверхня другого порядку, для якої напрямною слугує парабола. Її отримують при переміщенні твірної прямої вздовж напрямної параболи. Слідом від переміщення прямої вздовж параболи є параболічний циліндр.
Канонічне рівняння:
{\displaystyle y^{2}=2px},
где {\displaystyle p} — відстань від фокуса параболи до її директриси.
При {\displaystyle p=0} поверхня вироджується у площину.

## Властивості
Параболічний циліндр фокусує паралельний пучок променів у лінію, утворену з фокусів парабол, які є перерізами циліндра площинами, перпендикулярними до твірної. Завдяки цій властивості рефлектори інфрачервоних обігрівачів та прожекторів з лінійними джерелами світла (лінійні галогенні або трубчасті ксенонові лампи) часто виготовляють у формі параболічного циліндра.